# Říšský sněm (Německo)

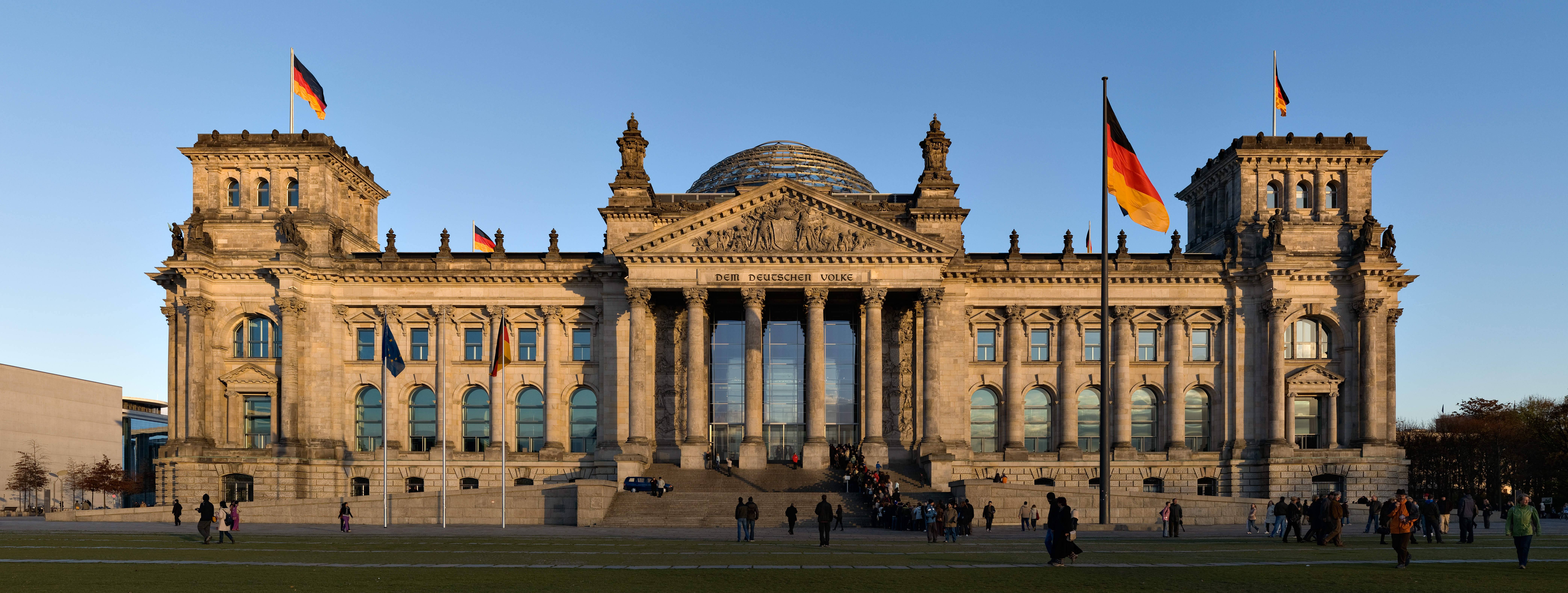
Budova říšského sněmu v Berlíně

Říšský sněm, německy Reichstag, je označení několika historických parlamentů v Německu.

## Užití termínu
Poprvé se tento název v německém kontextu objevil již ve středověké Svaté říši římské, kde zasedal Říšský sněm. Nešlo ovšem o parlament v moderním smyslu, ale o stavovské shromáždění. Prvním skutečným parlamentem označovaným v němčině jako Reichstag byl rakouský Kroměřížský sněm.

### Historické sněmy
V samotném Německu pak nesly označení Reichstag parlamenty těchto historických politických útvarů:
- Severoněmecký spolek měl svůj Říšský sněm v letech 1866 (uzákoněn) resp. 1867 (zvolen) až 1871, tedy do sjednocení Německa. Zasedal v Berlíně v budově horní komory pruského parlamentu, Pruské panské sněmovny; dnes na tomto místě sídlí Spolková rada. Sněm měl 382 křesel a jediné volby se konaly 12. února 1867.

- Německé císařství poprvé volilo poslance do Říšského sněmu v květnu 1871, poslední volby byly 12. ledna 1912. Na počátku měl sněm 382 poslanců, od roku 1874 pak 397. Zanikl spolu s celou říší roku 1918. Roku 1894 získal reprezentativní budovu.

Po válce v Německu krátce existovalo ústavodárné Výmarské národní shromáždění (1919–1920), jež bylo nahrazeno stálým parlamentem, opět zvaným Říšský sněm, Reichstag. I když formálně tento sněm fungoval nepřetržitě až do roku 1945, z hlediska dějin parlamentarismu se obvykle rozlišují dvě fáze:
- Výmarská republika, kde v letech 1920 až 1933 pracoval demokraticky volený Říšský sněm Výmarské republiky, celkem proběhlo 8 cyklů parlamentních voleb podle výmarské ústavy, poslední z nich již roku 1933 po převzetí moci nacisty. Po požáru říšského sněmu v roce 1933 se sněm přesunul do Krollovy opery. Poslední svobodně zvolený sněm měl 647 poslanců.
- Nacistické Německo zachovalo parlament, po roce 1938 zvaný oficiálně Velkoněmecký říšský sněm, jako instituci, neprobíhaly však demokratické volby a sněm neměl skutečnou moc. Sloužil tak v podstatě jen ceremoniálním a propagandistickým účelům. V době svého zániku roku 1945 měl 813 poslaneckých míst, obsazovaných nacistickou stranou NSDAP.

Od roku 1949 do současné doby je institut říšského sněmu nahrazen Německým spolkovým sněmem, který sídlí v budově někdejšího říšského sněmu.